# 第13屆香港電影金像獎
第13屆香港電影金像獎（英語：13th Hong Kong Film Awards）是由香港電影金像獎協會成立后主办的首次颁奖活动，颁奖典礼於1994年4月22日在香港文化中心举行，以“奇迹”为主题，司儀為沈殿霞和岑建勳，由亚洲电视制作及播映，一共頒發了17個獎項。

## 评选机制
本届金像奖采取两轮投票的方式，第一轮由800位电影工作者和影评人参与投票选出提名名单，投票者先进行选民登记 , 符合资格者方有权投票，第二轮由50人组成的评审团从提名中评选出获奖者。

## 前奏节目
在颁奖典礼前，大会首次组织了一系列造势的前奏活动，2月28日，在香港电台举行颁发提名证书仪式，近百人出席。3月13至24日，在香港艺术中心林百欣电影院举行“香港电影金像奖回顾展”，展映14部自首届至第十届获最佳影片或最佳导演的影片，此外，还录制、出版金像奖主题曲和得奖、提名歌曲纪念镭射唱片，开发金像奖纪念品系列，拍摄电视特辑和宣传短片等。大会首度推出《一个聚会...香港电影金像奖纪念专辑》，由香港华纳唱片发行，唱片中收录了由林敏怡作曲、郑国江作词，成龙、刘德华等众星领唱，电影界近两百人合唱的主题曲《璀璨星光》，以及15首曾获得金像奖“最佳电影歌曲”奖项及提名的歌曲。亚洲电视拍摄名为《三十五的奇迹》的四个半小时特辑，又出资印发场刊，在颁奖礼现场派发及随杂志附送。

## 提名及獲獎名單

### 十大華語片
1. 《誘僧》
2. 《重案組》
3. 《方世玉》
4. 《新不了情》
5. 《霸王別姬》
6. 《風塵三俠》
7. 《囍宴》
8. 《香魂女》
9. 《邊走邊唱》
10. 《站直囉！別趴下》

### 十大外語片
1. 《幕後玩家（英语：The Player (1992 film)）》
2. 《豪情蓋天》
3. 《無名英雄》
4. 《亡命天涯》
5. 《侏羅紀公園》
6. 《吸血殭屍：驚情四百年》
7. 《新橋之戀》
8. 《今生情未了（英语：A Heart in Winter）》
9. 《哭泣的遊戲》
10. 《濃情朱古力》

## 表演環節
- 开场由張國榮总结过去一年的香港電影市道，並由一班小朋友演員配合演出。
- 由羅家英、秦沛、许冠文、曾志伟、泰迪罗宾五位演员，分別向觀眾介紹提名“最佳電影”的候選影片《重案組》《新不了情》《抢钱夫妻》《风尘三侠》《誘僧》，并播出影片精华片段。
- 吴倩莲演唱《Out Here On My Own》。
- “向香港电影奇迹致敬”：大会在胡大为及一班大专学生帮助下，将过去港产片的经典场面剪辑成短片《光辉岁月》。

## 记事
- 黄秋生成为首位凭三级片而当影帝的影星，在“最佳男主角”获奖感言时自嘲“拿奖要霉足三年”。
- 在尔冬升上台领取“最佳导演”时，奖座突然倾倒，尔冬升回应“这个故事教训我们，拿了奖也未必是很稳当的”，全场大笑拍掌。
- 上届“最佳新人”袁咏仪获得“最佳女主角”，创造了金像奖史上由新人跃升至影后的最快纪录。

## 传媒播放
- 现场直播：亚洲电视本港台、香港电台第二台

## 獎項統計
| 數目 | 電影名稱 |
| 獲獎 | |
| 6    | 新不了情 |
| 3    | 白髮魔女傳 |
| 2    | 誘僧 |
| 1    | 八仙飯店之人肉叉燒包、方世玉、重案組、東方三俠                                                                                                   |
| 提名 | |
| 12   | 新不了情 |
| 9    | 誘僧 |
| 6    | 重案組、白髮魔女傳 |
| 5    | 東方三俠 |
| 4    | 風塵三俠、七月十四、天長地久 |
| 3    | 搶錢夫妻、溶屍奇案、方世玉、青蛇 |
| 2    | 記得香蕉成熟時、天台的月光、愛在黑社會的日子、黃飛鴻之三：獅王爭霸                                                                               |
| 1    | 歲月風雲之上海皇帝、八仙飯店之人肉叉燒包、郎心如鐵、水滸傳之英雄本色、黃蜂尾後針、哥哥的情人、大鬧廣昌隆、少年黃飛鴻之鐵馬騮、東方不敗之風雲再起 |

### 金像獎電影
| 電影                 | 獎項                                                             |
| -------------------- | ---------------------------------------------------------------- |
| 新不了情             | 最佳電影、最佳導演、最佳編劇、最佳女主角、最佳男配角、最佳女配角 |
| 八仙飯店之人肉叉燒包 | 最佳男主角                                                       |
| 誘僧                 | 最佳新演員、最佳電影配樂                                         |
| 白髮魔女傳           | 最佳攝影、最佳美術指導、最佳服裝造型設計                         |
| 方世玉               | 最佳動作指導                                                     |
| 重案組               | 最佳剪接                                                         |
| 東方三俠             | 最佳電影歌曲                                                     |

## 外部連結
- 第十三屆香港電影金像獎得獎名單新版 （页面存档备份，存于）
- 第十三屆香港電影金像獎得獎名單舊版 （页面存档备份，存于）